# Флорианополис (микрорегион)

Флорианополис на карте.

Флорианополис (порт. Microrregião de Florianópolis) — микрорегион в Бразилии, входит в штат Санта-Катарина. Составная часть мезорегиона Гранди-Флорианополис. 
Население составляет 	878 260	 человек (на 2010 год). Площадь — 	2 873,389	 км². Плотность населения — 	305,65	 чел./км².

## Демография
Согласно сведениям, собранным в ходе переписи 2010 г. Национальным институтом географии и статистики (IBGE), население микрорегиона составляет:						
| Полное население                             | Полное население                             | Полное население                             | Полное население                             | 878 260 |
| -------------------------------------------- | -------------------------------------------- | -------------------------------------------- | -------------------------------------------- | ------- |
| в том числе:                                 | Городское население                          | 838 779                                      | Процент городского населения, %              | 95,50   |
|                                              | Сельское население                           | 39 481                                       | Процент сельского населения, %               | 4,50    |
|                                              | Мужское население                            | 428 314                                      | Процент мужского населения, %                | 48,77   |
|                                              | Женское население                            | 449 946                                      | Процент женского населения, %                | 51,23   |
| Плотность населения, чел/км²                 | Плотность населения, чел/км²                 | Плотность населения, чел/км²                 | Плотность населения, чел/км²                 | 305,65  |
| Население микрорегиона в % к населению штата | Население микрорегиона в % к населению штата | Население микрорегиона в % к населению штата | Население микрорегиона в % к населению штата | 14,06   |

## Статистика
- Валовой внутренний продукт на 2003 составляет 6 488 553 548,00 реалов (данные: Бразильский институт географии и статистики).
- Валовой внутренний продукт на душу населения на 2003 составляет 8291,70 реалов (данные: Бразильский институт географии и статистики).
- Индекс развития человеческого потенциала на 2000 составляет 0,852 (данные: Программа развития ООН).

## Состав микрорегиона
В составе микрорегиона включены следующие муниципалитеты:
1. Антониу-Карлус
2. Бигуасу
3. Флорианополис
4. Говернадор-Селсу-Рамус
5. Пальоса
6. Паулу-Лопис
7. Санту-Амару-да-Императрис
8. Сан-Жозе
9. Сан-Педру-ди-Алкантара